# André Sablon
Pour les articles homonymes, voir Sablon.
 (novembre 2011).
Si vous disposez d'ouvrages ou d'articles de référence ou si vous connaissez des sites web de qualité traitant du thème abordé ici, merci de compléter l'article en donnant les références utiles à sa vérifiabilité et en les liant à la section « Notes et références ».
André Eugène Sablon, né le 22 mai 1896 dans le 18e arrondissement de Paris, arrondissement où il est mort le 9 août 1947, est un compositeur français.
Il est inhumé au cimetière du Montparnasse.

## Biographie
Fils de Charles Sablon (compositeur né en 1871), frère de Germaine Sablon (chanteuse et actrice), Jean Sablon (chanteur) et de Marcel Sablon, directeur des Ballets de Monte Carlo.

## Composition
- Béatrice devant le désir, de Jean de Marguenat 1944.
- Entre Saint-Ouen et Clignancourt, interprétée par La môme Moineau en 1936, puis par Édith Piaf en 1937.